# Imani Hakim
Imani Hakim (Cleveland (Ohio), 12 augustus 1993) is een Amerikaanse actrice.

## Biografie
Hakim begon op zevenjarige leeftijd met het leren van acteren aan de Karamu House Theater in haar geboorteplaats Cleveland (Ohio), daarna aan de Alexander's Workshop School in Lakewood (Californië) en The Young Actor's Space in Burbank (Californië). 
Hakim begon in 2006 met acteren in de televisieserie in CSI: Crime Scene Investigation, waarna zij nog meerdere rollen speelde in televisieseries en films. Zij is vooral bekend van haar rol als Tonya in de televisieserie Everybody Hates Chris waar zij in 88 afleveringen speelde (2005-2009). 

## Filmografie

### Films
Uitgezonderd korte films.
- 2021 Dinner Party - als Izzy
- 2018 Down for Whatever - als Sonya
- 2018 Cam - als Baby
- 2017 Sollers Point - als Candace
- 2017 Chocolate City: Vegas - als Carmen
- 2017 Burning Sands - als Rochon
- 2016 Sharknado 4: The 4th Awakens - als Gabrielle
- 2015 Chocolate City - als Carmen
- 2015 Some Kind of Hate - als Jacqueline
- 2014 The Gabby Douglas Story – als Gabby Douglas (14-16 jaar oud)
- 2010 One Angry Juror – als Rakesha Anderson
- 2007 Reign Over Me – als Jocelyn Johnson

### Televisieseries
Uitgezonderd eenmalige gastrollen.
- 2020-2022 Mythic Quest: Raven's Banquet - als Dana - 24 afl.
- 2005-2009 Everybody Hates Chris – als Tonya – 88 afl.
- 2009 ER – als Anastasia Johnson – 3 afl.
- 2008 The Replacements – als Tiffany (stem) – 2 afl.

- International Standard Name Identifier: 0000 0000 4842 9114
- Library of Congress Control Number: no2006118481
- Virtual International Authority File: 21906632
- WorldCat: E39PBJwp3W6vvTJ4tFbp6fFMyd